# 山口航輝
山口 航輝（やまぐち こうき、2000年8月18日 - ）は、大阪府大阪市平野区出身のプロ野球選手（内野手、外野手）。右投右打。千葉ロッテマリーンズ所属。
妻はAKB48・HKT48元メンバーでタレント・女優の多田愛佳。

## 経歴

### プロ入り前
大阪市立加美北小学校1年から「平野エンゼルス」で野球を始める。大阪市立加美中学校時代は「ナガセボーイズ」に所属。
秋田県の明桜高校に進学後、1年春からベンチ入りし、2年からは「4番・投手」に定着。2年夏には県大会での投打にわたる活躍で甲子園大会出場に貢献した。秋田県大会決勝戦では金足農業高校のエースで同学年の吉田輝星と投げ合ったが、一塁牽制の帰塁の際に右肩を亜脱臼した影響から甲子園では登板なしに終わり、チームも初戦で敗退した。新チームで主将に就任するも秋季大会ではベンチ外となった。その後、投手に先立ち打者として復帰し3年夏の県大会では5試合で打率.375、2本塁打、6打点の活躍でチームを2年連続の決勝進出に導くも、決勝では前年に続いてエース吉田を擁する金足農業と対戦したが、0-2で敗れて甲子園出場は叶わなかった。高校通算25本塁打。高校での同学年に曽谷龍平、1学年下に工藤泰成がいる。
2018年10月25日に行われたドラフト会議では、千葉ロッテマリーンズから4位指名を受け、11月14日に契約金4000万円、年俸560万円（金額は推定）で仮契約した。背番号は51。外野手としての指名であるが、自身は将来的に投手としても復帰し、二刀流への挑戦も視野に入れていると語った。

### ロッテ時代
2019年は、イースタン・リーグでリーグ4位の114試合に出場。5月は月間打率.310だったが、7月は.188、8月は.189と調子の波が大きく、最終成績は打率.239、6本塁打、29打点で、一軍出場は無しに終わった。シーズンオフに鴨川市で行われた秋季キャンプに参加したが、合流初日に左足距骨後方骨折で離脱した。
2020年は、イースタン・リーグで全70試合に出場。8月下旬から4番に定着し、打率.258、7本塁打、30打点という成績を残した。7本塁打はチームトップであったが、この年も一軍出場は無かった。11月に行われたフェニックス・リーグでは、一塁手に挑戦した。
2021年は、プロ3年目で開幕を一軍で迎えた。3月26日の福岡ソフトバンクホークスとの開幕戦（福岡PayPayドーム）プロ初スタメンとなる「5番・指名打者」で出場。6回表には、レフトへのヒットを放ちプロ初安打を記録した。シーズン打率は2割をわずかに上回る程度だったが本塁打は9本を記録し、一軍デビューしたシーズンとしてはまずまずの成績だった。オフの12月9日の契約更改では840万円増の推定年俸1400万円でサインした。
2022年は、シーズン当初から一軍帯同していたものの、前半戦はコンディションの問題からレギュラー定着とはいかなかった。オールスター明けの後半戦から徐々にバッティングの調子を取り戻し、クリーンナップでのスタメン起用が増える。9月22日、対オリックス・バファローズ24回戦（京セラドーム大阪）で、本塁打3本と二塁打1本を放ち4打数4安打、球団史上2020年7月28日の井上晴哉以来2年ぶり15人目となる1試合3本塁打、1982年8月4日の落合博満以来40年ぶり6人目となる1試合8打点と、1979年8月12日のレオン・リー以来43年ぶり2人目となる1試合14塁打を記録した。また同球場における1試合3本塁打は、2009年4月10日にグレッグ・ラロッカ（オリックス）が対ロッテ1回戦で記録して以来13年ぶり史上5人目、日本人選手としては1997年9月20日の中村紀洋（近鉄）以来25年ぶり史上2人目となった。最終的にチームトップの16本塁打を記録し、前年よりも打撃成績が大きく向上したシーズンとなった。オフの11月16日の契約更改では倍増の推定年俸2800万円でサインした。
2023年は、キャンプから好調を見せてオープン戦を含めた対外試合で7本塁打を記録。オープン戦後半は自打球の影響で無安打の打席が続いたものの、3月31日に行われたソフトバンクとの開幕戦（福岡PayPayドーム）に「3番・左翼手」で出場。4月25日の対埼玉西武ライオンズ戦（ZOZOマリン）で9回無死無走者の打席で増田達至からシーズン80打席目でシーズン初本塁打を放った。しかし、左大腿二頭筋損傷を痛めて同月30日に一軍登録を抹消。5月28日に一軍登録されると、6月11日の対広島東洋カープ戦（ZOZOマリン）では3回一死満塁の打席で黒原拓未から自身初の満塁本塁打、8月4日の対東北楽天ゴールデンイーグルス戦（楽天モバイルパーク宮城）では7回二死無走者の打席で岸孝之から本塁打を放ち、2年連続2桁本塁打を記録した。シーズン通算ではプロ入り5年目で初めて規定打席に到達し、キャリアハイの115試合に出場し、打率.235、14本塁打、57打点の成績を残した。オフの11月21日の契約更改では1500万円増の推定年俸4300万円でサインした。
2024年は開幕戦で4番で先発出場を果たすも、36試合の出場で打率.216、2本塁打、11打点と低迷。5月18日に登録を抹消された。7月19日に再び一軍昇格を果たすも、同27日の楽天戦で左足を痛めて途中交代し、29日に再び登録抹消された。8月7日に実戦復帰を果たし、同20日に再昇格するも、打撃が振るわず9月7日に登録抹消された。以降は一軍出場がなく、最終的に51試合の出場で打率.200、2本塁打、13打点にとどまった。オフに800万円減の推定年俸3500万円で契約を更改した。
2025年は開幕を二軍で迎える。二軍で5本塁打と結果を残して5月14日に同年初昇格を果たすも、6試合の出場で打率.176と低迷し、6月4日に登録を抹消された。しかし、7月29日、30日、31日の対オイシックス新潟アルビレックスBC戦（いずれもHARD OFF ECOスタジアム新潟）では3日連続の本塁打を放ち、8月7日に同年再昇格を果たすと、同日の対ソフトバンク戦（ZOZOマリン）に7番左翼手でスタメン出場し、本塁打を含む4打数3安打4打点を記録した。

## 選手としての特徴
高校通算25本塁打を誇り、反対方向にも長打を放つスイング力、パワーに加え脚力を武器とする右打の強打者。
投手としては、オーバースローから最速146km/hのストレートを繰り出す本格派投手である。

## 人物
愛称は「ぐっさん」、「ぐっち」。
上記の通り、2023年11月20日、2024年度の契約更改を行った後の記者会見の席で多田愛佳と結婚したことを発表した。その後多田との連名で自身のSNSにて結婚報告を行った。2024年オフには第一子が誕生している。
俳句が得意で、13歳のとき伊藤園お〜いお茶新俳句大賞に応募し「ラグビーの選手の体湯気が立つ」の句で佳作特別賞を受賞している。プロ初本塁打を放った際には、伊藤園から記念としておーいお茶 ペットボトル5ケースを提供された。お立ち台に上がった際など節目節目で句を詠みあげるキャラが定着しており、2021年オフの契約更改の場では、30本塁打を達成したらテレビ番組『プレバト!!』（毎日放送制作）に出演して夏井いつきに俳句を批評してもらいたいという目標を掲げていたが、2023年1月に同番組に出演し、結果は「千葉県公認の観光ポスター」に自身の俳句を掲載される企画に挑戦したが、6人中最下位に終わった。同月には球団の初売りグッズとして、山口が詠んだ句である「日本一 ファンと共に 見る景色」がデザインされたTシャツやタオルが販売されたが、同年は「今年はやりません。優勝した時に渾身の一句を作ります。」と得意の俳句を封印することを宣言した。

## 詳細情報

### 年度別打撃成績
| 年 度     | 球 団     | 試 合 | 打 席 | 打 数 | 得 点 | 安 打 | 二 塁 打 | 三 塁 打 | 本 塁 打 | 塁 打 | 打 点 | 盗 塁 | 盗 塁 死 | 犠 打 | 犠 飛 | 四 球 | 敬 遠 | 死 球 | 三 振 | 併 殺 打 | 打 率 | 出 塁 率 | 長 打 率 | O P S |
| --------- | --------- | ----- | ----- | ----- | ----- | ----- | -------- | -------- | -------- | ----- | ----- | ----- | -------- | ----- | ----- | ----- | ----- | ----- | ----- | -------- | ----- | -------- | -------- | ----- |
| 2021      | ロッテ    | 78    | 228   | 203   | 20    | 42    | 3        | 1        | 9        | 74    | 20    | 0     | 1        | 0     | 0     | 25    | 0     | 0     | 53    | 5        | .207  | .294     | .365     | .658  |
| 2022      | ロッテ    | 102   | 349   | 321   | 40    | 76    | 14       | 0        | 16       | 138   | 57    | 1     | 0        | 0     | 1     | 23    | 0     | 4     | 84    | 8        | .237  | .295     | .430     | .725  |
| 2023      | ロッテ    | 115   | 474   | 421   | 46    | 99    | 21       | 0        | 14       | 162   | 57    | 0     | 0        | 0     | 5     | 43    | 6     | 5     | 122   | 7        | .235  | .310     | .385     | .695  |
| 2024      | ロッテ    | 51    | 181   | 170   | 10    | 34    | 8        | 0        | 2        | 48    | 13    | 1     | 0        | 0     | 0     | 10    | 0     | 1     | 30    | 6        | .200  | .249     | .282     | .531  |
| 通算：4年 | 通算：4年 | 346   | 1232  | 1115  | 116   | 251   | 46       | 1        | 41       | 422   | 147   | 2     | 1        | 0     | 6     | 101   | 6     | 10    | 289   | 26       | .225  | .294     | .378     | .672  |

- 2024年度シーズン終了時

### 年度別守備成績
| 年 度 | 球 団  | 一塁  | 一塁  | 一塁  | 一塁  | 一塁  | 一塁     | 外野  | 外野  | 外野  | 外野  | 外野  | 外野     |
| 年 度 | 球 団  | 試 合 | 刺 殺 | 捕 殺 | 失 策 | 併 殺 | 守 備 率 | 試 合 | 刺 殺 | 補 殺 | 失 策 | 併 殺 | 守 備 率 |
| ----- | ------ | ----- | ----- | ----- | ----- | ----- | -------- | ----- | ----- | ----- | ----- | ----- | -------- |
| 2021  | ロッテ | 21    | 120   | 10    | 1     | 6     | .992     | 24    | 31    | 0     | 1     | 0     | .969     |
| 2022  | ロッテ | 44    | 309   | 21    | 0     | 26    | 1.000    | 33    | 42    | 2     | 0     | 0     | 1.000    |
| 2023  | ロッテ | 68    | 542   | 37    | 7     | 51    | .988     | 55    | 72    | 2     | 1     | 0     | .987     |
| 2024  | ロッテ | 1     | 6     | 1     | 0     | 1     | 1.000    | 47    | 76    | 1     | 2     | 0     | .975     |
| 通算  | 通算   | 134   | 977   | 69    | 8     | 84    | .992     | 159   | 221   | 5     | 4     | 0     | .982     |

- 2024年度シーズン終了時

### 記録
初記録
- 初出場・初先発出場：2021年3月26日、対福岡ソフトバンクホークス1回戦（福岡PayPayドーム）、「5番・指名打者」で先発出場[42]
- 初打席：同上、2回表に石川柊太から見逃し三振[42]
- 初安打：同上、6回表に石川柊太から左前安打[42]
- 初本塁打・初打点：2021年4月9日、対埼玉西武ライオンズ1回戦（ZOZOマリンスタジアム）、4回裏に髙橋光成から右越2ラン[43]
- 初盗塁：2022年6月17日、対北海道日本ハムファイターズ7回戦（札幌ドーム）、9回表に二盗（投手：古川侑利、捕手：宇佐見真吾）

その他の記録
- クライマックスシリーズ最年少本塁打：2021年11月7日、ファーストステージ第2戦、6回裏に安樂智大から右越えソロ ※21歳2か月で記録、パ・リーグ史上最年少[44]

### 背番号
- 51（2019年[8] - ）